# Dan Constantinescu
Dan Constantinescu (* 10. Juni 1931 in Bukarest; † 6. Februar 1993) war ein rumänischer Komponist.
Constantinescu stammte mütterlicherseits aus einer adligen Familie und wuchs in Pucioasa auf. Er studierte zwischen 1950 und 1955 am Konservatorium von Bukarest bei Paul Constantinescu, Marțian Negrea, Theodor Rogalski, Leon Klepper und Mihail Jora. Ab 1962 wirkte er dort als Kompositionslehrer. 
Zu seinen Schülern gehörten unter anderem Carmen Maria Cârneci, Gabriel Vlădescu und Dan Dediu. 
Neben Orchesterstücken komponierte Constantinescu ein Klavierkonzert, kammermusikalische Werke, Klaviersonaten, Chöre und Lieder. Von dem rumänischen Komponistenverband wurde er 1976 und 1980 ausgezeichnet. 1968 erhielt Constantinescu von der Rumänischen Akademie den Preis für Klavierkonzert und kleines Orchester.